# Joseph Guy Ropartz

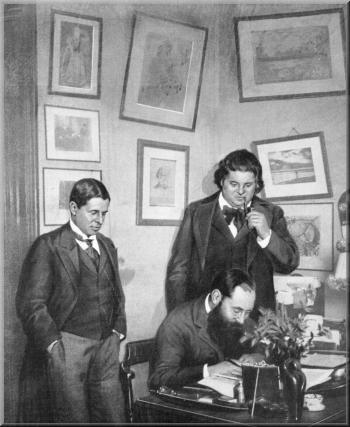
Guy Ropartz (zittend), met links Albéric Magnard en rechts Eugène Ysaÿe

Joseph Guy Marie Ropartz (Guingamp, 15 juni 1864 – Lanloup, 22 november 1955) was een Franse componist en muziekpedagoog.

## Levensloop
Hij studeerde eerst rechten, maar werd later tot de muziekstudie aangetrokken. Aan het Conservatoire national supérieur de musique te Parijs studeerde hij compositie bij Jules Massenet en Théodore Dubois. Hij verliet in 1886 het conservatorium om zijn studie voort te zetten bij César Franck, tot wiens school hij zich bekeerde.
Hij geldt op goede gronden als de componist van Bretagne bij uitstek. Hij was van 1909 tot omstreeks 1918 lid van L'Association des compositeurs bretons ("Vereniging van Bretonse componisten"), ook bekend als La Cohorte bretonne, samen met onder anderen Louis Aubert, Paul Ladmirault en Paul Le Flem. Toch bracht hij een groot deel van zijn leven buiten Bretagne door. In 1894 werd hij directeur van het conservatorium te Nancy, waar hij veel bereikte met een forse modernisering van het muziekonderwijs. Na 1919 volbracht hij in Straatsburg eenzelfde taak. In 1929 keerde hij terug naar Bretagne. Hij woonde tot zijn dood op het familielandgoed Lanloup.
Ondanks de hoorbare invloed van César Franck heeft zijn laatromantische muziek iets eigens dat tot uiting komt in inspiratie op Keltische muziek, de zee, de Bretonse sfeer en een hang naar mystiek. In zijn opera Le Pays brengt hij Bretonse legenden samen met die van IJsland.
Ropartz was ook literator. De teksten voor bijvoorbeeld zijn Derde symfonie, een grote koorsymfonie, schreef hij zelf.
Ropartz was nauw verbonden met Albéric Magnard. Na diens tragische dood in 1914 reconstrueerde hij uit zijn geheugen de verloren gegane instrumentatie van Magnards opera Guercœur, waarvan hij in 1908 de première had gedirigeerd. Componisten die soms stilistische verwantschap met Ropartz vertonen, zijn Vincent d'Indy en Charles Tournemire.

## Composities

### Orkestwerken

#### Symfonieën
- 1894 Symfonie no. 1 en la mineur (a-klein) - "Sur un choral breton"
- 1900 Symfonie no. 2 en fa mineur (f-klein)
- 1905 Symfonie no. 3, voor zangsolisten, koor en orkest - tekst: van de componist
- 1910 Symfonie no. 4
- 1944-1945 Symfonie no. 5 en sol majeur (C-groot)

#### Concertante muziek
- 1887 Lamento, voor hobo en orkest
- 1907 Pastorale et danses, voor hobo en orkest
- 1908 Pièce en mi bémol mineur (es-klein), voor trombone en orkest
- 1927 Romanza et Scherzino, voor viool en orkest
- 1928 Rapsodie, voor cello en orkest
- Adagio, voor cello en orkest
- Andante et allegro, voor trompet en orkest

#### Overige orkestmuziek
- 1887 La cloche des morts
- 1888 Les landes
- 1888 Marche de fête, voor orgel en orkest
- 1888 Trois airs de ballet
- 1889 Les Korrigans, marche originale
- 1889-1891 Première suite de "Pêcheur d’Islande"
- 1889 Carnaval, impromptu symphonique
- 1890 Dimanche breton (orkestratie van de Rhapsodie bretonne voor piano)
- 1895 Sur un thème breton
- 1911 A marie endormie
- 1912 La chasse de Prince Arthur
- 1913 Soir sur les chaumes
- 1914 Œdipe à Colonne, suite uit de toneelmuziek
- 1915 Divertissement
- 1930 Concert en ré majeur (D groot)
- 1932 Sérénade de champêtre
- 1939 Bourrées bourbonnaises
- 1943 Petite symfonie, voor kamerorkest
- 1947 Divertimento
- 1950 Pastorales
- Scènes Bretonnes, première suite d’orchestre, op. 24

### Werken voor harmonieorkest
- 1909 Marche du 26ème régiment d’infanterie
- 1909 Marche du 69ème régiment d’infanterie

### Missen en religieuze muziek
- 1884-1885 Vingt chants sacrés, voor een, twee, drie of vier zangstemmen en orgel, op. 16
- 1886 Kyrie solennel, voor vier solisten, gemengd koor en orgel
- 1896 Ave maria, voor gemengd koor a capella
- 1897 Psaume 136, voor gemengd koor, orgel en orkest[1][2]
- 1897 Ave verum, voor driestemmig gemengd koor a capella
- 1898 Sub tuum Praesidium, motet voor twee gelijke stemmen en orgel (of: harmonium)
- 1900 Cinq motets, voor gemengd koor a capella
- 1906 Deus Israel, voor sopraan of tenor en orgel
- 1910 Cantique à Notre Dame du Bon Secours, voor bariton solo, gemengd koor en orgel
- 1910 Cantique à Sainte Jeanne d’Arc, voor bariton solo, gemengd koor en orgel
- 1921 Messe brève en l’honneur de Sainte Anne, voor drie gelijke stemmen en orgel[3][4][5][6]
- 1923 Messe en l’honneur de Sainte Odile, voor een kinder-zangstem, drie mannenstemmen en orgel
- 1924 Hic vir despiciens mundum, voor twee gelijke stemmen en orgel
- 1924 Benedictum sit cor amantissimum, voor twee gelijke stemmen en orgel
- 1924 Cantique des premiers communiants pour demander le (sic) bénédiction de leurs parents, voor zangstem en orgel
- 1925 Prière de Saint Ignace, voor drie gelijke stemmen en orgel
- 1925-1926 Missa Te Deum laudamus, in honorem S. Aloisii Gonzagae, voor drie zangstemmen en orgel
- 1925 Vierge Sainte - prière de H. Perreyve, voor zangstem en piano of orgel
- 1925 Salutation à la Sainte Vierge, voor unisono-koor
- 1926 Jesus intuitus eum, voor vier zangstemmen en orgel
- 1926 Coelesti convivium, voor twee gelijke stemmen en orgel
- 1926 Ave verum, voor zangstem en orgel
- 1926 Omnipotens et misericors Deus, voor unisono-koor
- 1926 Trois prières, voor zangstem en orgel
- 1936 Cantique à Saint Yves, voor sopraan of tenor solo, gemengd koor en orgel
- 1937 Cantique, voor vier solisten en orgel
- 1937 Antienne à Sainte Jeanne d’Arc, voor vrouwenkoor
- 1938 Requiem, voor zangsolisten, gemengd koor en orkest
- 1941 Psaume 129, voor bas solo, gemengd koor en orkest
- 1948 Ave verum, voor drie mannenstemmen en orgel
- 1948 Salve Regina, voor gemengd koor en orgel

### Oratoria
- 1889 Fethlène, oratorium - libretto: Louis Tiercelin

### Muziektheater

#### Opera
| Voltooid in | titel   | aktes   | première               | libretto          |
| ----------- | ------- | ------- | ---------------------- | ----------------- |
| 1908-1910   | Le Pays | 3 aktes | 1 februari 1912, Nancy | Charles Le Goffic |

#### Balletten
| Voltooid in | titel                                                                 | aktes  | première          | libretto        | choreografie |
| ----------- | --------------------------------------------------------------------- | ------ | ----------------- | --------------- | ------------ |
| 1928-1929   | Prélude dominical et 6 pièces à danser pour chaque jour de la semaine | 1 akte | 1931, Parijs      |                 |              |
| 1931-1932   | L’indiscret                                                           |        | 1943, Monte Carlo | naar Theocritus |              |

#### Toneelmuziek
- 1888 Le Diable Couturier, Bretonse legende in een akte - tekst: Louis Tiercelin
- 1889-1891 Pêcheurs d’Islande - tekst: Louis Tiercelin en Pierre Loti - première: 1893 in Parijs
- 1891 Marguerite d’Ecosse, toneelmuziek voor het drama van Louis Tiercelin
- 1895 Famille et Patrie, toneelmuziek voor het drama van M. E. Burreau
- 1905 Le Miracle de St. Nicolas, legende in twee bedrijven en zes taferelen - tekst: René d'Avril
- 1913-1914 Œdipe à Colonne, toneelmuziek, naar Sophocles - première: 1924 in Parijs

### Koormuziek
- 1887 Les Fleurs de Bretagne, voor vrouwenkoor - tekst: Lionel Bonnemère
- 1906 Le Navire, voor mannenkoor - tekst: R. d’Avril
- 1912 Dimanche, voor driestemmig vrouwenkoor en orkest
- 1922 Deux Chœurs, voor vrouwenkoor - tekst: Charles d’Orléans
- 1926 Nocturne, voor gemengd koor en orkest
- 1926 Embarque, voor mannenkoor
- 1927 Les Vêpres sonnent, voor vrouwenkoor en orkest
- 1927 Au bois, voor mannenkoor
- 1927 Yver, vous n’êtes qu’un vilain, voor gemengd koor - tekst: Charles d’Orléans
- 1935 Six chansons populaires du Bourbonnais, voor gemengd koor
- 1936 Son ar miziou (chanson des mois), voor gemengd koor
- C’étaient trois matelots de Groix, voor mannenkoor - tekst: Charles Le Goffic
- Le Rivage, ode voor gemengd koor en orkest, op 26 - tekst: L. Petit
- Trois chansons folkloriques du Bourbonnais, voor vrouwenkoor

### Vocale muziek
- 1893 La Mer, voor zangstem en orkest - tekst: van de componist
- 1893 Prière, voor zangstem en orkest - tekst: van de componist
- 1893 Lever d’Aube, voor zangstem en orkest - tekst: Charles le Goffic
- 1894 Berceuse, voor zangstem en orkest - tekst: Hippolyte Lucas
- 1897 Si j’ai parlé de mon amour, voor zangstem en orkest - tekst: Henri de Régnier
- 1899 Quatre poèmes d’après l’Intermezzo d’Henri Heine, voor zangstem en orkest - vertaling in het Frans: van de componist en Pierre-René Hirsch
- 1900 Sous Bois, voor zangstem en orkest - tekst: Louis Tiercelin
- 1902 Les Veilles de Départ, voor zangstem en orkest - tekst: vijf sonnetten van Charles Guérin
- 1904 Chrysanthèmes, voor zangstem en orkest - tekst: Georges Spetz
- 1904 Paysage, voor zangstem en orkest - tekst: van de componist
- 1904 Rondeau d’un Délaissé de s’Amye, voor zangstem en orkest - tekst: van de componist
- 1905 Chant d’Automne, voor zangstem en orkest - tekst: Charles Baudelaire
- 1905 Vos yeux, voor zangstem en orkest - tekst: Charles Le Goffic
- 1907 Il Pleut, voor zangstem en orkest - tekst: Fernand Gregh
- 1907 Le temps des Saintes, voor zangstem en orkest - tekst: A. le Bras
- 1911-1912 La Fleur d’or (2e versie), voor zangstem en orkest - tekst: Auguste Brizeux
- 1912-1913 Deux poèmes, voor zangstem en orkest - tekst: Charles Le Goffic en de componist
- 1913-1914 Quatre Odelettes, voor zangstem en orkest - tekst: Henri de Régnier
- Priez petits enfants de France, voor zangstem, gemengd koor en orgel

### Kamermuziek
- 1889 Méditation, voor cello solo, twee violen, altviool, cello en contrabas, op. 17
- 1893 Fantaisie brève sur un thème unique sur le nom d’Albéric Magnard, voor strijkkwartet
- 1893 Premier quatuor à cordes en sol mineur, voor strijkkwartet
- 1913 Deuxième quatuor à cordes en ré mineur, voor strijkkwartet
- 1926 Troisième quatuor à cordes en sol majeur, voor strijkkwartet
- 1926 Deux pièces, voor blazerskwintet
- 1928 Prélude, Marine et Chansons, voor dwarsfluit, viool, altviool, cello en harp
- 1936 Quatrième quatuor à cordes en mi majeur, voor strijkkwartet
- 1936 Entrata e Scherzetto, voor hobo, klarinet en fagot
- 1947 Cinquième quatuor à cordes en ré majeur, quasi una fantasia, voor strijkkwartet
- 1951 Sixième quatuor à cordes en fa majeur, voor strijkkwartet

### Orgelmuziek
- 1885 L'Office du soir, 40 versets, antiennes, préludes, op. 16
- 1897 Fugue en mi mineur (e klein)
- 1897 Intermède
- 1898 Les Vêpres du commun des Saints
- 1898 Versets du Commun des Saints
- 1901 Fantaisie
- 1901 Prière pour les trépassés
- 1901 Thème varié
- 1910 Communion
- 1910 Petit Prélude en sol mineur (c klein)
- 1919 Trois méditations
- 1919 Rhapsodie sur deux noëls populaires de la Haute-Bretagne
- 1919 Introduction et allegro moderato
- 1919 Au pied de l’autel, 1e volume
- 1924 Pièce brève
- 1928 Trois pièces
- 1947 Au pied de l’autel, 2e volume
- Offertoire Pascal
- Prière
- Sortie[7]

### Pianomuziek
- 1884 Les Korrigans, marche originale, op. 1
- 1884 Tarentelle, op. 2
- 1884 Blackanielinettina, polka-Mazurka, op. 9
- 1885 Tout gaiement, rondo, op. 3
- 1885 Canzonetta, op. 4
- 1886 La Chanson de Marguerite, caprice-valse, op. 5
- 1886 Comme autrefois, gavotte facile
- 1890 Fugue en fa mineur
- 1892 Rhapsodie bretonne
- 1897 Fugue en mi mineur
- 1904 Choral varié
- 1904 Ouverture, variation et final
- 1912 Premier Nocturne
- 1914 Dans l’ombre de la montagne
- 1917 Deuxième Nocturne
- 1918 Musiques au jardin
- 1919 Croquis d’Eté
- 1930 Croquis d’Automne
- 1930 Impromptu, op. 25
- 1936 A la mémoire de Paul Dukas
- Marche triomphale, op. 27

### Harpmuziek
- 1927 Impromptu

## Registraties
Op het Franse CD label Timpani zijn opnames van de opera Le Pays en enkele korte werken op cd verschenen. Het label maakte ook een integrale opname van alle symfonieën. Onder leiding van Sebastian Lang-Lessing verschenen de nummers 1, 2, 4 en 5. De Derde symfonie werd gedirigeerd door Jean-Yves Ossonce. Daarvan bestaat al langer een opname op het label EMI o.l.v. Michel Plasson.